# Pomorski Inspektorat Okręgowy Straży Celnej
Pomorski Inspektorat Okręgowy Straży Celnej – jednostka organizacyjna Straży Celnej pełniąca służbę ochronną na granicy polsko-niemieckiej w latach 1927–1928.

## Formowanie i służba graniczna
W lipcu 1927 roku przeprowadzono reorganizację Straży Celnej. Zniesiono instytucje starszych inspektorów Straży Celnej, istniejące przy dyrekcjach ceł i a powołano w ich miejsce inspektoraty okręgowe Straży Celnej. Pomorski Inspektorat Okręgowy Straży Celnej obejmował granicę od styku z Inspektoratem Mazowieckim w rejonie Małego Wałcza i dalej do punktu rozgraniczającego województwa pomorskie i poznańskie w rejonie Dorotowa i Stebionek.
Rozporządzeniem Prezydenta Rzeczypospolitej Polskiej Ignacego Mościckiego z 22 marca 1928 roku, do ochrony północnej, zachodniej i południowej granicy państwa, a w szczególności do ich ochrony celnej, powoływano z dniem 2 kwietnia 1928 roku  Straż Graniczną. Pomorski Inspektorat Okręgowy Straży Celnej przeorganizowany został na Pomorski Inspektorat Okręgowy Straży Granicznej.

## Funkcjonariusze inspektoratu
W skład inspektoratu okręgowego etatowo wchodziło osiem osób, w tym czterech oficerów. Był to jeden starszy inspektor, dwóch starszych komisarzy, jeden komisarz, jeden starszy przodownik, jeden  przodownik i dwóch strażników:
- kierownik inspektoratu – inspektor Antoni Wilk
- adiutant – podkomisarz Wojciech Jastrzębski-Wiżyna
- oficer wywiadu – komisarz Aleksander Wasilewski
- kwatermistrz – podkomisarz Jan Łoś

## Struktura organizacyjna
Organizacja inspektoratu w 1927 roku :
- komenda – Czersk
  - Inspektorat Graniczny Straży Celnej „Chojnice”
  - Inspektorat Graniczny Straży Celnej „Gniew” (były Wejherowo)
  - Inspektorat Graniczny Straży Celnej „Kościerzyna”